# 梶慶輔
梶 慶輔（かじ けいすけ、1939年2月14日 - 2020年4月6日）は、日本の化学者。京都大学名誉教授。元繊維学会副会長。

## 人物・経歴
1963年神戸大学工学部卒業。1968年京都大学大学院工学研究科博士課程単位取得退学、京都大学工学部高分子化学教室助手。1977年京都大学化学研究所助手。1981年京都大学化学研究所助教授。1988年京都大学化学研究所教授。1999年繊維学会副会長。2002年定年退職、京都大学名誉教授。日独文化研究所評議員、東京大学物性研究所附属中性子散乱施設運営委員会委員等も歴任。高分子物理学の未解決問題の研究を行い、先駆的な研究成果を上げ、高分子学会賞や、繊維学会功績賞を受賞した。